# Lopamudra
Lopamudra (sanskrit : लोपामुद्रा), également connue sous les noms de Kaveri, Kaushitaki et Varaprada, est une philosophe indienne, selon l'ancienne littérature védique. Elle aurait vécu, en compagnie de son époux l'ascète Agastya, pendant la période de rédaction du Rigveda (1950 av. J.-C.-1100 av. J.-C.). De nombreux hymnes de ce Veda lui ont été attribués. 
Considérée comme une Rishiki à part entière, elle est également l'une des éminentes femmes ascètes (ou Brahmavadini (en)).
Il existe trois versions légendaires de la vie de Lopamudra ; l'une est dans les hymnes du Rigveda ; la seconde est dans l'épopée Mahabharata, la troisième version est tirée du Giridhara Ramayana. Elle est également citée dans la tradition tantrique hindoue et dans des légendes populaires.

## Dans la Rigveda
Dans le Rigveda, les hymnes écrits par 27 femmes rishis ou rishikas reflètent leur succès en tant que femmes de lettres et intellectuelles. Ces hymnes sont présentés sous trois titres. Le premier groupe comprend des hymnes rédigés uniquement par des rishis féminins, comme ceux de Vishwavara et Apale (le premier est dédié à Agni tandis que le second concerne Indra). 
Dans le deuxième groupe, certains sont attribués à des rishis féminins, notamment Lopamudra. L'hymne de Lopamudra comporte six vers en particulier qui portent son nom et sont dédiés à la déesse Rati. Ses hymnes développent la relation entre mari et femme. Lopamudra est ainsi créditée pour avoir composé l'hymne numéro 179 du Rigveda. 
Le troisième groupe d'hymnes, bien qu'attribué à des rishis féminins, n'est identifié par aucun auteur et traite principalement de personnages mythologiques. 
Dans le Rigveda, Lopamudra et son époux  sont considérés comme des « mantra drashta » (voyants et découvreurs de mantras ).

## Dans le Mahabharata
La légende de Lopamudra, une femme mythologique, est l'histoire d'Agastya et de Lopamudra racontée dans le Varna Parva (ou livre de la forêt) du Mahabharata. Cette version de la légende serait « la glorification de la vie domestique et familiale et démontre l'incomplétude d'une vie basée uniquement sur l'ascèse ». 

### La création et le mariage de Lopamudra
Dans le Mahabharata, les ancêtres de l'ascète ont été condamnés à un supplice post-mortem et  Agastya peut lever la malédiction s'il se marie, engendre un fils et accomplit des rites d'oblation aux dieux .

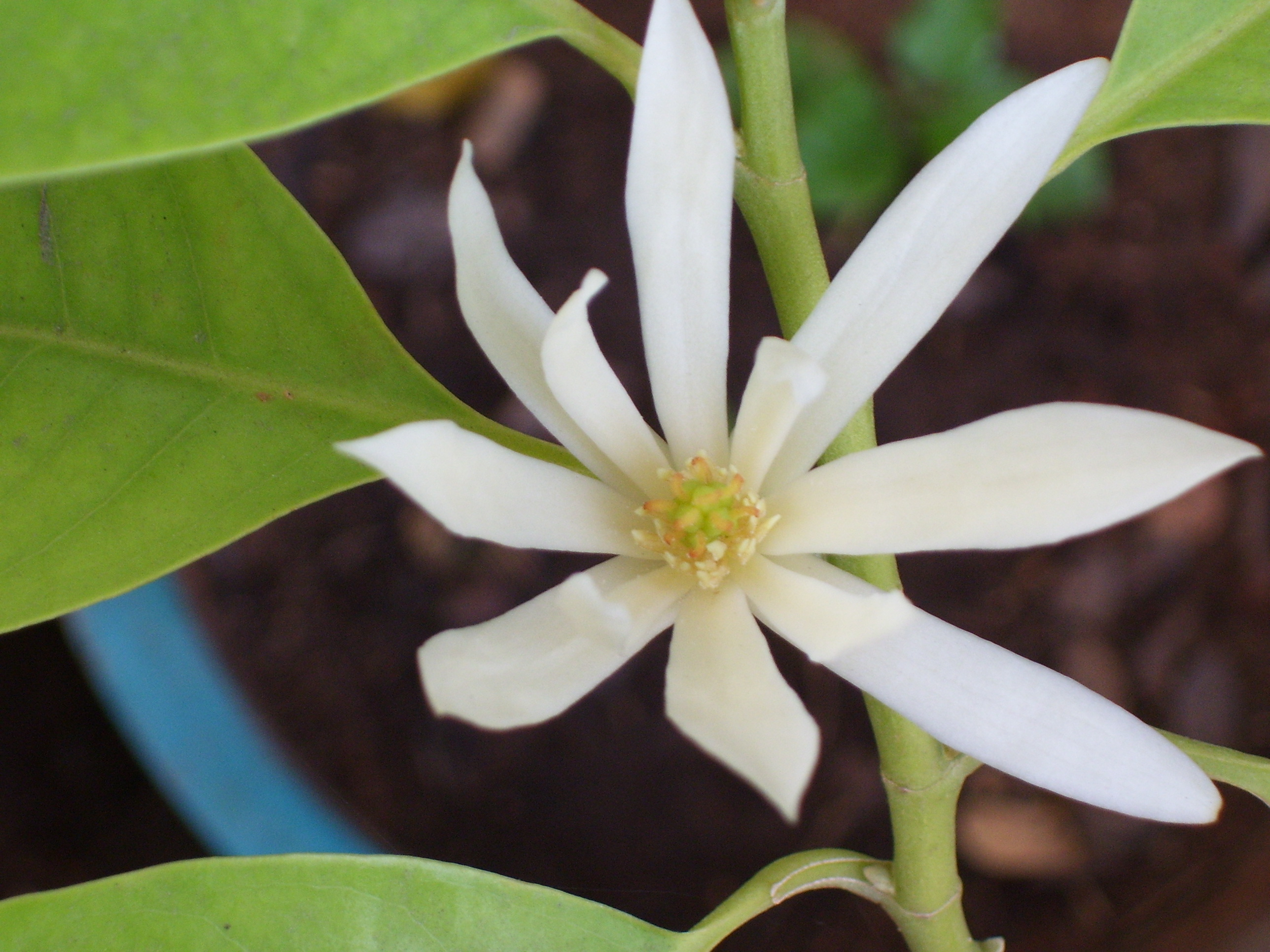
Fleur du Magniola champaca, arbuste réputé pour son parfum.

Agastya commence alors à créer une femme d’une beauté et d’une intelligence rares. Il réalise cette création à partir des parties les plus gracieuses de diverses créatures, de « différents oiseaux, animaux et fleurs, les yeux de la biche, la grâce de la panthère, la finesse des palmiers, le parfum de la fleur du magnolia champaca, la douceur de la plume sur le cou d'un cygne ».
Agastya confie sa création à un roi, celui de Vidarbha. Le roi l'élève comme sa fille et appelle des brahmanes pour bénir l'enfant et lui donner un prénom. Les brahmanes la prénomment Lopamudra.  Littéralement, ce mot fait référence à la perte (lopa) que les animaux et les plantes ont subi en leur donnant leurs plus belles parties (mudra's) au moment où Agastya a créé Lopamudra.
La princesse grandit pour devenir une fille très jolie, instruite et dévouée. Lorsque la princesse devient pubère, le roi veut la marier et contacte Agastya pour lui demander conseil en la matière. Comme Agastya demande la main de la princesse, cela cause de l'angoisse au roi et à la reine : comment leur fille adoptive, élevée dans le confort princier, peut-elle être mariée à un ascète, un habitant de la forêt ? Ils ont également peur du pouvoir d'Agastya qui, selon eux, pourrait les maudire s'ils lui refusent la main de leur fille. Considérant l'état d'inquiétude de ses parents, Lopamudra se porte volontaire pour épouser Agastya et demande à son père de célébrer le mariage. Une fois mariée et emmenée dans la forêt pour vivre avec son époux, Lopamudra se débarrasse de tous ses vêtements et ornements royaux pour ne porter que les vêtements prévus par la tradition d'une épouse d'ascète : des haillons, des peaux de cerf et de l'écorce .

### Dans la forêt
Lopamudra sert son mari avec dévouement, respect, amour et volonté dans ses pratiques religieuses et sa pénitence. Son ascèse est aussi rigoureuse que celle d'Agystya.
Agastya n'est alors pas attiré par la beauté de son épouse et ne rompt pas son habitude de chasteté jusqu'à ce qu'il se décide à engendrer un fils pour pouvoir remplir la promesse qu'il a faite à ses ancêtres : les délivrer de leur malédiction. Cependant, Lopamudra n'est pas d'accord, car elle pose la condition qu'elle ne procréerait avec lui que si elle obtenait toutes les richesses et le confort princier dont elle jouissait chez son père. Agastya rétorque que, comme il est  ascète, il ne peut  enfreindre les lois de l'ascétisme, sinon tous ses mérites seraient perdus. Mais Lopamudra persiste dans son refus et l'exhorte à accepter ses conditions et à partir à la recherche de richesses,.

### La quête de richesse
Sur les conseils de trois rois, l'ascète se rapproche alors d'Ilvala, le roi des asuras ou danavas qui est considéré comme un roi très riche. Lors d'un repas, il déjoue le complot du roi des asuras visant à le tuer,.
Le roi Asura donne son char d'or et des pièces d'or et d'argent à Agastya et fort des richesses acquises, Agastya retourne auprès de sa femme qui est satisfaite du résultat,. Agastya a alors demandé à Lopamudra si elle lui donnerait 1 000 fils ou juste un fils capable d'en vaincre mille. Lopamudra répond à Agastya qu'elle préférerait avoir un seul fils érudit plutôt que 1 000 médiocres. Elle accouche d'un petit garçon, prénommé tantôt Idhmavaha (ce qui signifie « porteur de bois sacrificiel ») car il aide son père dans ses rites sacrificiels, et tantôt Drdhasyu. L'enfant connait très bien les Vedas et les Upanishads. Agastya accomplit les rites requis pour ses ancêtres qui sont alors libérés de leur malédiction et peuvent atteindre le paradis,,.  

## Dans leGiridhara Ramayana
Le Giridhara Ramayana présente une histoire différente. Agastya s'est approché du roi de Kanyakubja qui a de nombreuses filles pour lui demander la main d'une de ses filles. Le roi promet de lui donner une de ses fille devenue majeure et lui demande de revenir quelques années plus tard. Cependant, au retour du sage, le roi a déjà marié toutes ses filles. Le roi craint tellement d'être maudit qu'il habille son fils Lopamudra en fille et le présente à Agastya. Miraculeusement, Lopamudra devient une femme au moment du mariage. 

## Autres traditions

### Dans le tantrisme

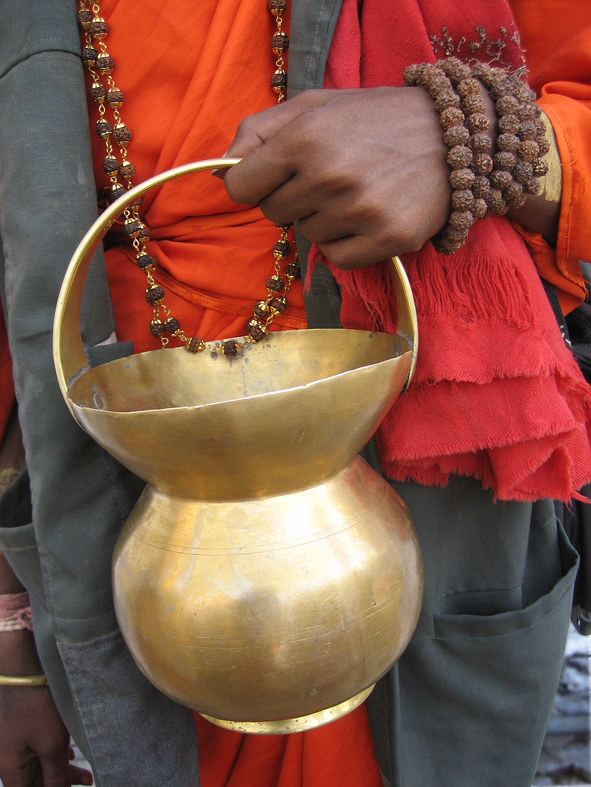
Le Kamandalu, symbole du renoncement des saddhu, un des attributs du dieu Brahma.

Dans la tradition tantra hindoue, le mantra Sri Vidya consacré au Devi qui comporte douze variations, chacune attribuée à un dévot dont Lopamudra. Une version populaire dans le sud de l'Inde vers le VIe siècle apr. J.-C.  est appelée le mantra Lopamudra : elle n'est plus pratiquée aujourd'hui, mais elle est également associée aux traditions du Cachemire.

### Dans le Folklore
Au Karnataka, la rivière Kaveri s'appelle Lopamudra. La légende veut qu'Agastya a enfermé Lopamudra, qu'il a épousée pour sa beauté, dans son Kamandalu. Au cours d'un de ses séjours hors de son ermitage, il reste longtemps à l'écart et vit avec une autre femme, dont il est tombé amoureux. Constatant cela, Lopamdura se met à pleurer. Alors Ganesha qui passait par là entend ses cris et la relâche en renversant le récipient dans lequel elle est enfermée. Elle s'écoule alors du Kamandalu sous la forme de la rivière Kaveri.

## Sources et références
- (en) Cet article est partiellement ou en totalité issu de l’article de Wikipédia en anglais intitulé « Lopamudra » (voir la liste des auteurs).

1. 1 2 3  Kapoor 2002, p. 1153.
2. ↑  Josh 2005, p. 26.
3. 1 2 3 4 5 6 7 8  Leslie 2014, p. 34.
4. ↑  Hurteau 2017.
5. ↑  « Hinduism Mahabharata, Section XCVI », Sacredtext.com (consulté le 8 décembre 2015)
6. ↑  (en-US) « Pacific Horticulture | Striving for Diversity: Fragrant Champaca », sur Pacific Horticulture (consulté le 18 novembre 2023)
7. 1 2 3  Garg 1992, p. 200.
8. 1 2  Pandharipande, « A Possible Vision of Lopamudra! », themotherdivine.com (consulté le 8 décembre 2015)
9. 1 2  « Hinduism Mahabharata: Section XCVII », Sacred Texts.com (consulté le 8 décembre 2015)
10. ↑  « Hinduism Mahabharata:Section XCVIII », Sacred Texts.com (consulté le 8 décembre 2015)
11. 1 2  « Hinduism Mahabharata:Section XCIX », Sacred Texts.com (consulté le 8 décembre 2015)
12. ↑  Brooks 1992, p. 87.
13. ↑  Warrier 2014, p. 199.
14. ↑  D'Souza, p. 110.